# George Village
George Village es una villa de Trinidad y Tobago que forma parte de la región de Princes Town.

## Geografía
La villa abarca parte de la isla Trinidad y limita al norte con New Grant y Robert Village, al sur con St. Mary's Village, al este con Robert Village y Tableland y al oeste con New Grant e Hindustan.

## Demografía
Datos demográficos de la villa de George Village:
| Gráfica de evolución demográfica de George Village entre 2000 y 2011 |
|                                                                      |